# Giro Ciclístico d'Italia de 2018
A 41.ª edição do Giro Ciclístico d'Italia (também chamado extra oficialmente: Baby Giro ou Girobio), foi uma corrida de ciclismo de estrada por etapas que se celebrou em Itália entre 7 e 16 de junho de 2018 com início na cidade de Forlì e final no município de San Pietro di Feletto sobre uma distância total de 1190,2 quilómetros. O percurso consistiu de um prólogo e 9 etapas das quais a nona etapa esteve dividida em 2 sub etapas para um total de 11 fracções.
A prova fez parte do UCI Europe Tour de 2018 dentro da categoria 2.2U (categoria do profissionalismo sub-23 para corredores menores de 23 anos).
A corrida foi vencida pelo corredor russo Aleksandr Vlasov da equipa Seleção da Rússia U23, em segundo lugar João Almeida (Hagens Berman Axeon) e em terceiro lugar Robert Stannard (Mitchelton-BikeExchange).

## Equipas participantes
Tomaram parte na corrida 29 equipas de categoria Sub-23: 1 de categoria Profissional Continental convidado pela organização; 9 de categoria Continental; 17 equipas regionais; e 2 equipas nacionais. Formando assim um pelotão de 176 ciclistas dos que acabaram 135. As equipas participantes foram:
| Equipe profissional Continental- Hagens Berman Axeon Equipes Continentais (9)- Biesse Carrera Gavardo - Dimension Data-Qhubeka - Mitchelton-BikeExchange - Polartec-Kometa - SEG Racing Academy - Astana City - Tirol Cycling Team - Wiggins - UC Monaco Equipes nacionais (2)- Colômbia U23 - Rússia U23 Equipe amadora de ciclismo- Zappi Racing Team Equipes regionais e clubes (15)- ASD Ciclista Malmantile Gruppo Corse - Friuli - Gallina-Colosio-Eurofeed - General Store Bottoli Zardini - GS Maltinti Lampadari - IAM Excelsior - Iseo Serrature-Rime-Carnovali - Lotto-Soudal U23 - Mastromarco Sensi Nibali - Petroli Firenze-Maserati-Hopplà - Colpack - Zalf Euromobil Désirée Fior - GSC Viris Vigevano Lomellina - Team Pala Fenice Franchini A.S.D. - VPM Porto Sant'Elpidio Monte Urano Unknown team category- Daniel Alejandro Méndez Noreña |
| |

## Percorrido
O Giro Ciclistico d'Itália dispôs de onze etapas dividido num prólogo, três etapas planas, três etapas de alta montanha, três etapas em media montanha, e uma contrarrelógio individual para um percurso total de 1190,2 quilómetros.
| Etapa   | Data    | Percurso                              | type                      | Distância (km) | Vencedor              | Líder geral      |
| ------- | ------- | ------------------------------------- | ------------------------- | -------------- | --------------------- | ---------------- |
| Prólogo | 7 jun.  | Forlì – Forlì                         | contrarrelógio individual | 4,4            | Edoardo Affini        | Edoardo Affini   |
| 1       | 8 jun.  | Riccione – Forlì                      | etapa plana               | 137,7          | Giovanni Lonardi      | Jasper Philipsen |
| 2       | 9 jun.  | Nonantola – Sestola                   | etapa plana               | 138,2          | Markus Wildauer       | Markus Wildauer  |
| 3       | 10 jun. | Rio Saliceto – Mornico al Serio       | etapa plana               | 164,3          | Jasper Philipsen      | Markus Wildauer  |
| 4       | 11 jun. | Mornico al Serio – Giogo del Maniva   | alta montanha             | 127,9          | Alejandro Osorio      | Alejandro Osorio |
| 5       | 12 jun. | Darfo Boario Terme – Dimaro Folgarida | alta montanha             | 127,8          | Einer Rubio           | Stephen Williams |
| 6       | 13 jun. | Dimaro Folgarida – Pergine Valsugana  | etapa escarpada           | 120,7          | Sean Bennett          | Alejandro Osorio |
| 7       | 14 jun. | Schio – Pian delle Fugazze            | alta montanha             | 136,9          | Stephen Williams      | Mark Donovan     |
| 8       | 15 jun. | Levico Terme – Asiago                 | média montanha            | 157,4          | Cristian Camilo Muñoz | Alejandro Osorio |
| 9A      | 16 jun. | Conegliano – Valdobbiadene            | etapa escarpada           | 72,8           | Alberto Dainese       | Aleksandr Vlasov |
| 9B      | 16 jun. |                                       | contrarrelógio individual | 22,4           | Robert Stannard       | Aleksandr Vlasov |

## Desenvolvimento da corrida

### Prólogo
| Forlì - Forlì | contrarrelógio individual | (4,4 km) |

| \| Classificação por etapas \| Classificação por etapas \| Classificação por etapas \| Classificação por etapas \| Classificação por etapas \| \| Ciclista \| Ciclista \| Equipe \| Tempo \| \| \| ------------------------ \| ------------------------ \| ------------------------------- \| ------------------------ \| ------------------------ \| \| 1. \| Edoardo Affini \| SEG Racing Academy \| 4m58s \| \| \| 2. \| Jasper Philipsen \| Hagens Berman Axeon \| + 1s \| \| \| 3. \| Matteo Sobrero \| Dimension Data for Qhubeka \| + 4s \| \| \| 4. \| William Barta \| Hagens Berman Axeon \| + 5s \| \| \| 5. \| Alexander Konychev \| Petroli Firenze-Maserati-Hopplà \| + 5s \| \| |                    |                                 |       |
| |                    |                                 |       |
| |                    |                                 |       |
| Classificação por etapas |                    |                                 |       |
| Ciclista | Ciclista           | Equipe                          | Tempo |
| 1. | Edoardo Affini     | SEG Racing Academy              | 4m58s |
| 2. | Jasper Philipsen   | Hagens Berman Axeon             | + 1s  |
| 3. | Matteo Sobrero     | Dimension Data for Qhubeka      | + 4s  |
| 4. | William Barta      | Hagens Berman Axeon             | + 5s  |
| 5. | Alexander Konychev | Petroli Firenze-Maserati-Hopplà | + 5s  |

| \| Classificação geral \| Classificação geral \| Classificação geral \| Classificação geral \| Classificação geral \| \| Ciclista \| Ciclista \| Equipe \| Tempo \| \| \| ------------------- \| ------------------- \| ------------------------------- \| ------------------- \| ------------------- \| \| 1. \| Edoardo Affini \| SEG Racing Academy \| 4m58s \| \| \| 2. \| Jasper Philipsen \| Hagens Berman Axeon \| + 1s \| \| \| 3. \| Matteo Sobrero \| Dimension Data for Qhubeka \| + 4s \| \| \| 4. \| William Barta \| Hagens Berman Axeon \| + 5s \| \| \| 5. \| Alexander Konychev \| Petroli Firenze-Maserati-Hopplà \| + 5s \| \| |                    |                                 |       |
| |                    |                                 |       |
| |                    |                                 |       |
| Classificação geral |                    |                                 |       |
| Ciclista | Ciclista           | Equipe                          | Tempo |
| 1. | Edoardo Affini     | SEG Racing Academy              | 4m58s |
| 2. | Jasper Philipsen   | Hagens Berman Axeon             | + 1s  |
| 3. | Matteo Sobrero     | Dimension Data for Qhubeka      | + 4s  |
| 4. | William Barta      | Hagens Berman Axeon             | + 5s  |
| 5. | Alexander Konychev | Petroli Firenze-Maserati-Hopplà | + 5s  |

### 1.ª etapa
| Riccione - Forlì | etapa plana | (137,7 km) |

| \| Classificação por etapas \| Classificação por etapas \| Classificação por etapas \| Classificação por etapas \| Classificação por etapas \| \| Ciclista \| Ciclista \| Equipe \| Tempo \| \| \| ------------------------ \| ------------------------ \| ----------------------------- \| ------------------------ \| ------------------------ \| \| 1. \| Giovanni Lonardi \| General Store Bottoli Zardini \| 3h21m11s \| \| \| 2. \| Gerben Thijssen \| Lotto-Soudal U23 \| + 0s \| \| \| 3. \| Jasper Philipsen \| Hagens Berman Axeon \| + 0s \| \| \| 4. \| Alberto Dainese \| Zalf Euromobil Désirée Fior \| + 0s \| \| \| 5. \| Samuele Zambelli \| \| + 0s \| \| |                  |                               |          |
| |                  |                               |          |
| |                  |                               |          |
| Classificação por etapas |                  |                               |          |
| Ciclista | Ciclista         | Equipe                        | Tempo    |
| 1. | Giovanni Lonardi | General Store Bottoli Zardini | 3h21m11s |
| 2. | Gerben Thijssen  | Lotto-Soudal U23              | + 0s     |
| 3. | Jasper Philipsen | Hagens Berman Axeon           | + 0s     |
| 4. | Alberto Dainese  | Zalf Euromobil Désirée Fior   | + 0s     |
| 5. | Samuele Zambelli |                               | + 0s     |

| \| Classificação geral \| Classificação geral \| Classificação geral \| Classificação geral \| Classificação geral \| \| Ciclista \| Ciclista \| Equipe \| Tempo \| \| \| ------------------- \| ------------------- \| ----------------------------- \| ------------------- \| ------------------- \| \| 1. \| Jasper Philipsen \| Hagens Berman Axeon \| 4m58s \| \| \| 2. \| Giovanni Lonardi \| General Store Bottoli Zardini \| + 1s \| \| \| 3. \| Edoardo Affini \| SEG Racing Academy \| + 4s \| \| \| 4. \| Matteo Sobrero \| Dimension Data for Qhubeka \| + 5s \| \| \| 5. \| Gerben Thijssen \| Lotto-Soudal U23 \| + 5s \| \| |                  |                               |       |
| |                  |                               |       |
| |                  |                               |       |
| Classificação geral |                  |                               |       |
| Ciclista | Ciclista         | Equipe                        | Tempo |
| 1. | Jasper Philipsen | Hagens Berman Axeon           | 4m58s |
| 2. | Giovanni Lonardi | General Store Bottoli Zardini | + 1s  |
| 3. | Edoardo Affini   | SEG Racing Academy            | + 4s  |
| 4. | Matteo Sobrero   | Dimension Data for Qhubeka    | + 5s  |
| 5. | Gerben Thijssen  | Lotto-Soudal U23              | + 5s  |

### 2.ª etapa
| Nonantola - Sestola | etapa plana | (138,2 km) |

| \| Classificação por etapas \| Classificação por etapas \| Classificação por etapas \| Classificação por etapas \| Classificação por etapas \| \| Ciclista \| Ciclista \| Equipe \| Tempo \| \| \| ------------------------ \| ------------------------ \| ------------------------ \| ------------------------ \| ------------------------ \| \| 1. \| Markus Wildauer \| Tirol Cycling Team \| 3h19m43s \| \| \| 2. \| Alessandro Covi \| Colpack \| + 0s \| \| \| 3. \| Michele Corradini \| Mastromarco Sensi Nibali \| + 33s \| \| \| 4. \| Johannes Schinnagel \| Tirol Cycling Team \| + 36s \| \| \| 5. \| Wilmar Paredes \| Manzana Postobón \| + 36s \| \| |                     |                          |          |
| |                     |                          |          |
| |                     |                          |          |
| Classificação por etapas |                     |                          |          |
| Ciclista | Ciclista            | Equipe                   | Tempo    |
| 1. | Markus Wildauer     | Tirol Cycling Team       | 3h19m43s |
| 2. | Alessandro Covi     | Colpack                  | + 0s     |
| 3. | Michele Corradini   | Mastromarco Sensi Nibali | + 33s    |
| 4. | Johannes Schinnagel | Tirol Cycling Team       | + 36s    |
| 5. | Wilmar Paredes      | Manzana Postobón         | + 36s    |

| \| Classificação geral \| Classificação geral \| Classificação geral \| Classificação geral \| Classificação geral \| \| Ciclista \| Ciclista \| Equipe \| Tempo \| \| \| ------------------- \| ------------------- \| -------------------------- \| ------------------- \| ------------------- \| \| 1. \| Markus Wildauer \| Tirol Cycling Team \| 6h45m48s \| \| \| 2. \| Jasper Philipsen \| Hagens Berman Axeon \| + 41s \| \| \| 3. \| Alessandro Covi \| Colpack \| + 48s \| \| \| 4. \| Michele Corradini \| Mastromarco Sensi Nibali \| + 49s \| \| \| 5. \| Matteo Sobrero \| Dimension Data for Qhubeka \| + 52s \| \| |                   |                            |          |
| |                   |                            |          |
| |                   |                            |          |
| Classificação geral |                   |                            |          |
| Ciclista | Ciclista          | Equipe                     | Tempo    |
| 1. | Markus Wildauer   | Tirol Cycling Team         | 6h45m48s |
| 2. | Jasper Philipsen  | Hagens Berman Axeon        | + 41s    |
| 3. | Alessandro Covi   | Colpack                    | + 48s    |
| 4. | Michele Corradini | Mastromarco Sensi Nibali   | + 49s    |
| 5. | Matteo Sobrero    | Dimension Data for Qhubeka | + 52s    |

### 3.ª etapa
| Rio Saliceto - Mornico al Serio | etapa plana | (164,3 km) |

| \| Classificação por etapas \| Classificação por etapas \| Classificação por etapas \| Classificação por etapas \| Classificação por etapas \| \| Ciclista \| Ciclista \| Equipe \| Tempo \| \| \| ------------------------ \| ------------------------ \| ----------------------------- \| ------------------------ \| ------------------------ \| \| 1. \| Jasper Philipsen \| Hagens Berman Axeon \| 3h45m10s \| \| \| 2. \| Matteo Moschetti \| Polartec-Kometa \| + 0s \| \| \| 3. \| Giovanni Lonardi \| General Store Bottoli Zardini \| + 0s \| \| \| 4. \| Michael Rice \| Hagens Berman Axeon \| + 0s \| \| \| 5. \| Francesco Di Felice \| Gallina-Colosio-Eurofeed \| + 0s \| \| |                     |                               |          |
| |                     |                               |          |
| |                     |                               |          |
| Classificação por etapas |                     |                               |          |
| Ciclista | Ciclista            | Equipe                        | Tempo    |
| 1. | Jasper Philipsen    | Hagens Berman Axeon           | 3h45m10s |
| 2. | Matteo Moschetti    | Polartec-Kometa               | + 0s     |
| 3. | Giovanni Lonardi    | General Store Bottoli Zardini | + 0s     |
| 4. | Michael Rice        | Hagens Berman Axeon           | + 0s     |
| 5. | Francesco Di Felice | Gallina-Colosio-Eurofeed      | + 0s     |

| \| Classificação geral \| Classificação geral \| Classificação geral \| Classificação geral \| Classificação geral \| \| Ciclista \| Ciclista \| Equipe \| Tempo \| \| \| ------------------- \| ------------------- \| ------------------------ \| ------------------- \| ------------------- \| \| 1. \| Markus Wildauer \| Tirol Cycling Team \| 10h30m58s \| \| \| 2. \| Jasper Philipsen \| Hagens Berman Axeon \| + 31s \| \| \| 3. \| Matteo Moschetti \| Polartec-Kometa \| + 48s \| \| \| 4. \| Alessandro Covi \| Colpack \| + 48s \| \| \| 5. \| Michele Corradini \| Mastromarco Sensi Nibali \| + 49s \| \| |                   |                          |           |
| |                   |                          |           |
| |                   |                          |           |
| Classificação geral |                   |                          |           |
| Ciclista | Ciclista          | Equipe                   | Tempo     |
| 1. | Markus Wildauer   | Tirol Cycling Team       | 10h30m58s |
| 2. | Jasper Philipsen  | Hagens Berman Axeon      | + 31s     |
| 3. | Matteo Moschetti  | Polartec-Kometa          | + 48s     |
| 4. | Alessandro Covi   | Colpack                  | + 48s     |
| 5. | Michele Corradini | Mastromarco Sensi Nibali | + 49s     |

### 4.ª etapa
| Mornico al Serio - Giogo del Maniva | alta montanha | (127,9 km) |

| \| Classificação por etapas \| Classificação por etapas \| Classificação por etapas \| Classificação por etapas \| Classificação por etapas \| \| Ciclista \| Ciclista \| Equipe \| Tempo \| \| \| ------------------------ \| ------------------------ \| ------------------------ \| ------------------------ \| ------------------------ \| \| 1. \| Alejandro Osorio \| Colômbia U23 \| 32h13m30s \| \| \| 2. \| Daniel Muñoz \| Colômbia U23 \| + 0s \| \| \| 3. \| Gino Mäder \| IAM Excelsior \| + 5s \| \| \| 4. \| Cristian Camilo Muñoz \| Colômbia U23 \| + 9s \| \| \| 5. \| Aleksandr Vlasov \| Rússia U23 \| + 9s \| \| |                       |               |           |
| |                       |               |           |
| |                       |               |           |
| Classificação por etapas |                       |               |           |
| Ciclista | Ciclista              | Equipe        | Tempo     |
| 1. | Alejandro Osorio      | Colômbia U23  | 32h13m30s |
| 2. | Daniel Muñoz          | Colômbia U23  | + 0s      |
| 3. | Gino Mäder            | IAM Excelsior | + 5s      |
| 4. | Cristian Camilo Muñoz | Colômbia U23  | + 9s      |
| 5. | Aleksandr Vlasov      | Rússia U23    | + 9s      |

| \| Classificação geral \| Classificação geral \| Classificação geral \| Classificação geral \| Classificação geral \| \| Ciclista \| Ciclista \| Equipe \| Tempo \| \| \| ------------------- \| ------------------- \| ------------------- \| ------------------- \| ------------------- \| \| 1. \| Alejandro Osorio \| Colômbia U23 \| 13h45m14s \| \| \| 2. \| Markus Wildauer \| Tirol Cycling Team \| + 0s \| \| \| 3. \| Aleksandr Vlasov \| Rússia U23 \| + 16s \| \| \| 4. \| Stephen Williams \| SEG Racing Academy \| + 18s \| \| \| 5. \| Daniel Muñoz \| Colômbia U23 \| + 20s \| \| |                  |                    |           |
| |                  |                    |           |
| |                  |                    |           |
| Classificação geral |                  |                    |           |
| Ciclista | Ciclista         | Equipe             | Tempo     |
| 1. | Alejandro Osorio | Colômbia U23       | 13h45m14s |
| 2. | Markus Wildauer  | Tirol Cycling Team | + 0s      |
| 3. | Aleksandr Vlasov | Rússia U23         | + 16s     |
| 4. | Stephen Williams | SEG Racing Academy | + 18s     |
| 5. | Daniel Muñoz     | Colômbia U23       | + 20s     |

### 5.ª etapa
| Darfo Boario Terme - Dimaro Folgarida | alta montanha | (127,8 km) |

| \| Classificação por etapas \| Classificação por etapas \| Classificação por etapas \| Classificação por etapas \| Classificação por etapas \| \| Ciclista \| Ciclista \| Equipe \| Tempo \| \| \| ------------------------ \| ------------------------ \| ------------------------ \| ------------------------ \| ------------------------ \| \| 1. \| Einer Rubio \| Colômbia U23 \| 3h36m47s \| \| \| 2. \| Stephen Williams \| SEG Racing Academy \| + 5s \| \| \| 3. \| Yuriy Natarov \| Astana City \| + 10s \| \| \| 4. \| Cristian Camilo Muñoz \| Colômbia U23 \| + 21s \| \| \| 5. \| João Almeida \| Hagens Berman Axeon \| + 26s \| \| |                       |                     |          |
| |                       |                     |          |
| |                       |                     |          |
| Classificação por etapas |                       |                     |          |
| Ciclista | Ciclista              | Equipe              | Tempo    |
| 1. | Einer Rubio           | Colômbia U23        | 3h36m47s |
| 2. | Stephen Williams      | SEG Racing Academy  | + 5s     |
| 3. | Yuriy Natarov         | Astana City         | + 10s    |
| 4. | Cristian Camilo Muñoz | Colômbia U23        | + 21s    |
| 5. | João Almeida          | Hagens Berman Axeon | + 26s    |

| \| Classificação geral \| Classificação geral \| Classificação geral \| Classificação geral \| Classificação geral \| \| Ciclista \| Ciclista \| Equipe \| Tempo \| \| \| ------------------- \| --------------------- \| ------------------- \| ------------------- \| ------------------- \| \| 1. \| Stephen Williams \| SEG Racing Academy \| 17h22m18s \| \| \| 2. \| Alejandro Osorio \| Colômbia U23 \| + 13s \| \| \| 3. \| Yuriy Natarov \| Astana City \| + 23s \| \| \| 4. \| Cristian Camilo Muñoz \| Colômbia U23 \| + 24s \| \| \| 5. \| Aleksandr Vlasov \| Rússia U23 \| + 25s \| \| |                       |                    |           |
| |                       |                    |           |
| |                       |                    |           |
| Classificação geral |                       |                    |           |
| Ciclista | Ciclista              | Equipe             | Tempo     |
| 1. | Stephen Williams      | SEG Racing Academy | 17h22m18s |
| 2. | Alejandro Osorio      | Colômbia U23       | + 13s     |
| 3. | Yuriy Natarov         | Astana City        | + 23s     |
| 4. | Cristian Camilo Muñoz | Colômbia U23       | + 24s     |
| 5. | Aleksandr Vlasov      | Rússia U23         | + 25s     |

### 6.ª etapa
| Dimaro Folgarida - Pergine Valsugana | etapa escarpada | (120,7 km) |

| \| Classificação por etapas \| Classificação por etapas \| Classificação por etapas \| Classificação por etapas \| Classificação por etapas \| \| Ciclista \| Ciclista \| Equipe \| Tempo \| \| \| ------------------------ \| ------------------------ \| ------------------------ \| ------------------------ \| ------------------------ \| \| 1. \| Sean Bennett \| Hagens Berman Axeon \| 2h32m52s \| \| \| 2. \| Robert Stannard \| Mitchelton-BikeExchange \| + 0s \| \| \| 3. \| Mark Donovan \| Team Wiggins \| + 1s \| \| \| 4. \| Alejandro Osorio \| Colômbia U23 \| + 4s \| \| \| 5. \| Michele Corradini \| Mastromarco Sensi Nibali \| + 2m25s \| \| |                   |                          |          |
| |                   |                          |          |
| |                   |                          |          |
| Classificação por etapas |                   |                          |          |
| Ciclista | Ciclista          | Equipe                   | Tempo    |
| 1. | Sean Bennett      | Hagens Berman Axeon      | 2h32m52s |
| 2. | Robert Stannard   | Mitchelton-BikeExchange  | + 0s     |
| 3. | Mark Donovan      | Team Wiggins             | + 1s     |
| 4. | Alejandro Osorio  | Colômbia U23             | + 4s     |
| 5. | Michele Corradini | Mastromarco Sensi Nibali | + 2m25s  |

| \| Classificação geral \| Classificação geral \| Classificação geral \| Classificação geral \| Classificação geral \| \| Ciclista \| Ciclista \| Equipe \| Tempo \| \| \| ------------------- \| --------------------- \| ------------------- \| ------------------- \| ------------------- \| \| 1. \| Alejandro Osorio \| Colômbia U23 \| 19h55m22s \| \| \| 2. \| Mark Donovan \| Team Wiggins \| + 39s \| \| \| 3. \| Stephen Williams \| SEG Racing Academy \| + 2m14s \| \| \| 4. \| Yuriy Natarov \| Astana City \| + 2m37s \| \| \| 5. \| Cristian Camilo Muñoz \| Colômbia U23 \| + 2m38s \| \| |                       |                    |           |
| |                       |                    |           |
| |                       |                    |           |
| Classificação geral |                       |                    |           |
| Ciclista | Ciclista              | Equipe             | Tempo     |
| 1. | Alejandro Osorio      | Colômbia U23       | 19h55m22s |
| 2. | Mark Donovan          | Team Wiggins       | + 39s     |
| 3. | Stephen Williams      | SEG Racing Academy | + 2m14s   |
| 4. | Yuriy Natarov         | Astana City        | + 2m37s   |
| 5. | Cristian Camilo Muñoz | Colômbia U23       | + 2m38s   |

### 7.ª etapa
| Schio - Pian delle Fugazze | alta montanha | (136,9 km) |

| \| Classificação por etapas \| Classificação por etapas \| Classificação por etapas \| Classificação por etapas \| Classificação por etapas \| \| Ciclista \| Ciclista \| Equipe \| Tempo \| \| \| ------------------------ \| ------------------------ \| ------------------------ \| ------------------------ \| ------------------------ \| \| 1. \| Stephen Williams \| SEG Racing Academy \| 3h31m49s \| \| \| 2. \| Aleksandr Vlasov \| Rússia U23 \| + 26s \| \| \| 3. \| William Barta \| Hagens Berman Axeon \| + 28s \| \| \| 4. \| João Almeida \| Hagens Berman Axeon \| + 28s \| \| \| 5. \| Mark Donovan \| Team Wiggins \| + 28s \| \| |                  |                     |          |
| |                  |                     |          |
| |                  |                     |          |
| Classificação por etapas |                  |                     |          |
| Ciclista | Ciclista         | Equipe              | Tempo    |
| 1. | Stephen Williams | SEG Racing Academy  | 3h31m49s |
| 2. | Aleksandr Vlasov | Rússia U23          | + 26s    |
| 3. | William Barta    | Hagens Berman Axeon | + 28s    |
| 4. | João Almeida     | Hagens Berman Axeon | + 28s    |
| 5. | Mark Donovan     | Team Wiggins        | + 28s    |

| \| Classificação geral \| Classificação geral \| Classificação geral \| Classificação geral \| Classificação geral \| \| Ciclista \| Ciclista \| Equipe \| Tempo \| \| \| ------------------- \| ------------------- \| ------------------- \| ------------------- \| ------------------- \| \| 1. \| Mark Donovan \| Team Wiggins \| 23h28m18s \| \| \| 2. \| Alejandro Osorio \| Colômbia U23 \| + 14s \| \| \| 3. \| Stephen Williams \| SEG Racing Academy \| + 57s \| \| \| 4. \| Aleksandr Vlasov \| Rússia U23 \| + 1m52s \| \| \| 5. \| João Almeida \| Hagens Berman Axeon \| + 2m13s \| \| |                  |                     |           |
| |                  |                     |           |
| |                  |                     |           |
| Classificação geral |                  |                     |           |
| Ciclista | Ciclista         | Equipe              | Tempo     |
| 1. | Mark Donovan     | Team Wiggins        | 23h28m18s |
| 2. | Alejandro Osorio | Colômbia U23        | + 14s     |
| 3. | Stephen Williams | SEG Racing Academy  | + 57s     |
| 4. | Aleksandr Vlasov | Rússia U23          | + 1m52s   |
| 5. | João Almeida     | Hagens Berman Axeon | + 2m13s   |

### 8.ª etapa
| Levico Terme - Asiago | média montanha | (157,4 km) |

| \| Classificação por etapas \| Classificação por etapas \| Classificação por etapas \| Classificação por etapas \| Classificação por etapas \| \| Ciclista \| Ciclista \| Equipe \| Tempo \| \| \| ------------------------ \| ------------------------ \| ------------------------ \| ------------------------ \| ------------------------ \| \| 1. \| Cristian Camilo Muñoz \| Colômbia U23 \| 4h16m08s \| \| \| 2. \| Einer Rubio \| Colômbia U23 \| + 0s \| \| \| 3. \| Aleksandr Vlasov \| Rússia U23 \| + 0s \| \| \| 4. \| João Almeida \| Hagens Berman Axeon \| + 31s \| \| \| 5. \| Robert Stannard \| Mitchelton-BikeExchange \| + 1m20s \| \| |                       |                         |          |
| |                       |                         |          |
| |                       |                         |          |
| Classificação por etapas |                       |                         |          |
| Ciclista | Ciclista              | Equipe                  | Tempo    |
| 1. | Cristian Camilo Muñoz | Colômbia U23            | 4h16m08s |
| 2. | Einer Rubio           | Colômbia U23            | + 0s     |
| 3. | Aleksandr Vlasov      | Rússia U23              | + 0s     |
| 4. | João Almeida          | Hagens Berman Axeon     | + 31s    |
| 5. | Robert Stannard       | Mitchelton-BikeExchange | + 1m20s  |

| \| Classificação geral \| Classificação geral \| Classificação geral \| Classificação geral \| Classificação geral \| \| Ciclista \| Ciclista \| Equipe \| Tempo \| \| \| ------------------- \| --------------------- \| ------------------- \| ------------------- \| ------------------- \| \| 1. \| Alejandro Osorio \| Colômbia U23 \| 27h46m04s \| \| \| 2. \| Aleksandr Vlasov \| Rússia U23 \| + 8s \| \| \| 3. \| Mark Donovan \| Team Wiggins \| + 23s \| \| \| 4. \| Cristian Camilo Muñoz \| Colômbia U23 \| + 1m01s \| \| \| 5. \| João Almeida \| Hagens Berman Axeon \| + 1m06s \| \| |                       |                     |           |
| |                       |                     |           |
| |                       |                     |           |
| Classificação geral |                       |                     |           |
| Ciclista | Ciclista              | Equipe              | Tempo     |
| 1. | Alejandro Osorio      | Colômbia U23        | 27h46m04s |
| 2. | Aleksandr Vlasov      | Rússia U23          | + 8s      |
| 3. | Mark Donovan          | Team Wiggins        | + 23s     |
| 4. | Cristian Camilo Muñoz | Colômbia U23        | + 1m01s   |
| 5. | João Almeida          | Hagens Berman Axeon | + 1m06s   |

### 9.ª etapa A
| Conegliano - Valdobbiadene | etapa escarpada | (72,8 km) |

| \| Classificação por etapas \| Classificação por etapas \| Classificação por etapas \| Classificação por etapas \| Classificação por etapas \| \| Ciclista \| Ciclista \| Equipe \| Tempo \| \| \| ------------------------ \| ------------------------ \| --------------------------- \| ------------------------ \| ------------------------ \| \| 1. \| Alberto Dainese \| Zalf Euromobil Désirée Fior \| 1h40m52s \| \| \| 2. \| Francesco Di Felice \| Gallina-Colosio-Eurofeed \| + 0s \| \| \| 3. \| Julian Mertens \| Lotto-Soudal U23 \| + 0s \| \| \| 4. \| Mark Downey \| Team Wiggins \| + 0s \| \| \| 5. \| Nicolas Dalla Valle \| \| + 0s \| \| |                     |                             |          |
| |                     |                             |          |
| |                     |                             |          |
| Classificação por etapas |                     |                             |          |
| Ciclista | Ciclista            | Equipe                      | Tempo    |
| 1. | Alberto Dainese     | Zalf Euromobil Désirée Fior | 1h40m52s |
| 2. | Francesco Di Felice | Gallina-Colosio-Eurofeed    | + 0s     |
| 3. | Julian Mertens      | Lotto-Soudal U23            | + 0s     |
| 4. | Mark Downey         | Team Wiggins                | + 0s     |
| 5. | Nicolas Dalla Valle |                             | + 0s     |

| \| Classificação geral \| Classificação geral \| Classificação geral \| Classificação geral \| Classificação geral \| \| Ciclista \| Ciclista \| Equipe \| Tempo \| \| \| ------------------- \| --------------------- \| ------------------- \| ------------------- \| ------------------- \| \| 1. \| Aleksandr Vlasov \| Gazprom-RusVelo \| 29h27m04s \| \| \| 2. \| Mark Donovan \| Team Wiggins \| + 15s \| \| \| 3. \| Stephen Williams \| SEG Racing Academy \| + 1m12s \| \| \| 4. \| Alejandro Osorio \| Colômbia U23 \| + 1m18s \| \| \| 5. \| Cristian Camilo Muñoz \| Colômbia U23 \| + 1m43s \| \| |                       |                    |           |
| |                       |                    |           |
| |                       |                    |           |
| Classificação geral |                       |                    |           |
| Ciclista | Ciclista              | Equipe             | Tempo     |
| 1. | Aleksandr Vlasov      | Gazprom-RusVelo    | 29h27m04s |
| 2. | Mark Donovan          | Team Wiggins       | + 15s     |
| 3. | Stephen Williams      | SEG Racing Academy | + 1m12s   |
| 4. | Alejandro Osorio      | Colômbia U23       | + 1m18s   |
| 5. | Cristian Camilo Muñoz | Colômbia U23       | + 1m43s   |

### 9.ª etapa B
| - | contrarrelógio individual | (22,4 km) |

| \| Classificação por etapas \| Classificação por etapas \| Classificação por etapas \| Classificação por etapas \| Classificação por etapas \| \| Ciclista \| Ciclista \| Equipe \| Tempo \| \| \| ------------------------ \| ------------------------ \| -------------------------- \| ------------------------ \| ------------------------ \| \| 1. \| Robert Stannard \| Mitchelton-BikeExchange \| 29m25s \| \| \| 2. \| João Almeida \| Hagens Berman Axeon \| + 11s \| \| \| 3. \| Mikkel Bjerg \| Hagens Berman Axeon \| + 31s \| \| \| 4. \| Stefan de Bod \| Dimension Data for Qhubeka \| + 59s \| \| \| 5. \| Edoardo Affini \| SEG Racing Academy \| + 1m07s \| \| |                 |                            |         |
| |                 |                            |         |
| |                 |                            |         |
| Classificação por etapas |                 |                            |         |
| Ciclista | Ciclista        | Equipe                     | Tempo   |
| 1. | Robert Stannard | Mitchelton-BikeExchange    | 29m25s  |
| 2. | João Almeida    | Hagens Berman Axeon        | + 11s   |
| 3. | Mikkel Bjerg    | Hagens Berman Axeon        | + 31s   |
| 4. | Stefan de Bod   | Dimension Data for Qhubeka | + 59s   |
| 5. | Edoardo Affini  | SEG Racing Academy         | + 1m07s |

## Classificações finais
- As classificações finalizaram da seguinte forma:[5]

### Classificação geral
| \| Classificação geral \| Classificação geral \| Classificação geral \| Classificação geral \| Classificação geral \| \| Ciclista \| Ciclista \| Equipe \| Tempo \| \| \| ------------------- \| --------------------- \| ----------------------- \| ------------------- \| ------------------- \| \| 1. \| Aleksandr Vlasov \| Rússia U23 \| 29h57m42s \| \| \| 2. \| João Almeida \| Hagens Berman Axeon \| + 46s \| \| \| 3. \| Robert Stannard \| Mitchelton-BikeExchange \| + 52s \| \| \| 4. \| Mark Donovan \| Team Wiggins \| + 1m03s \| \| \| 5. \| Stephen Williams \| SEG Racing Academy \| + 1m56s \| \| \| 6. \| Alejandro Osorio \| Colômbia U23 \| + 1m57s \| \| \| 7. \| Cristian Camilo Muñoz \| Colômbia U23 \| + 3m22s \| \| \| 8. \| Alessandro Covi \| Colpack \| + 6m28s \| \| \| 9. \| Michel Ries \| Polartec-Kometa \| + 6m32s \| \| \| 10. \| Yuriy Natarov \| Astana City \| + 6m35s \| \| |                       |                         |           |
| |                       |                         |           |
| Fonte: ProCyclingStats |                       |                         |           |
| Classificação geral |                       |                         |           |
| Ciclista | Ciclista              | Equipe                  | Tempo     |
| 1. | Aleksandr Vlasov      | Rússia U23              | 29h57m42s |
| 2. | João Almeida          | Hagens Berman Axeon     | + 46s     |
| 3. | Robert Stannard       | Mitchelton-BikeExchange | + 52s     |
| 4. | Mark Donovan          | Team Wiggins            | + 1m03s   |
| 5. | Stephen Williams      | SEG Racing Academy      | + 1m56s   |
| 6. | Alejandro Osorio      | Colômbia U23            | + 1m57s   |
| 7. | Cristian Camilo Muñoz | Colômbia U23            | + 3m22s   |
| 8. | Alessandro Covi       | Colpack                 | + 6m28s   |
| 9. | Michel Ries           | Polartec-Kometa         | + 6m32s   |
| 10. | Yuriy Natarov         | Astana City             | + 6m35s   |

### Classificação da montanha
| Classificação da montanha | Classificação da montanha | Classificação da montanha   | Classificação da montanha | Classificação da montanha |
| Ciclista                  | Ciclista                  | Equipe                      | Pontos                    |                           |
| ------------------------- | ------------------------- | --------------------------- | ------------------------- | ------------------------- |
| 1.                        | Edoardo Faresin           | Zalf Euromobil Désirée Fior | 59 pts                    |                           |
| 2.                        | Gino Mäder                | IAM Excelsior               | 52 pts                    |                           |
| 3.                        | Cristian Camilo Muñoz     | Colômbia U23                | 48 pts                    |                           |
| 4.                        | Stephen Williams          | SEG Racing Academy          | 40 pts                    |                           |
| 5.                        | Aleksandr Vlasov          | Rússia U23                  | 40 pts                    |                           |

### Classificação dos pontos
| Classificação por pontos | Classificação por pontos | Classificação por pontos      | Classificação por pontos | Classificação por pontos |
| Ciclista                 | Ciclista                 | Equipe                        | Pontos                   |                          |
| ------------------------ | ------------------------ | ----------------------------- | ------------------------ | ------------------------ |
| 1.                       | Robert Stannard          | Mitchelton-BikeExchange       | 63 pts                   |                          |
| 2.                       | Giovanni Lonardi         | General Store Bottoli Zardini | 60 pts                   |                          |
| 3.                       | Sean Bennett             | Hagens Berman Axeon           | 53 pts                   |                          |
| 4.                       | Aleksandr Vlasov         | Rússia U23                    | 48 pts                   |                          |
| 5.                       | Cristian Camilo Muñoz    | Colômbia U23                  | 45 pts                   |                          |

### Classificação dos sprints intermediários
| Classificação por velocidade | Classificação por velocidade | Classificação por velocidade | Classificação por velocidade | Classificação por velocidade |
| Ciclista                     | Ciclista                     | Equipe                       | Pontos                       |                              |
| ---------------------------- | ---------------------------- | ---------------------------- | ---------------------------- | ---------------------------- |
| 1.                           | Michele Corradini            | Mastromarco Sensi Nibali     | 10 pts                       |                              |
| 2.                           | Alessandro Covi              | Colpack                      | 5 pts                        |                              |
| 3.                           | Brent Van Moer               | Lotto-Soudal U23             | 5 pts                        |                              |
| 4.                           | Marlon Gaillard              | Vendée U Pays de la Loire    | 5 pts                        |                              |
| 5.                           | Edoardo Affini               | SEG Racing Academy           | 5 pts                        |                              |

### Classificação dos jovens
| Classificação dos jovens | Classificação dos jovens | Classificação dos jovens | Classificação dos jovens | Classificação dos jovens |
| Ciclista                 | Ciclista                 | Equipe                   | Tempo                    |                          |
| ------------------------ | ------------------------ | ------------------------ | ------------------------ | ------------------------ |
| 1.                       | João Almeida             | Hagens Berman Axeon      | 29h58m28s                |                          |
| 2.                       | Robert Stannard          | Mitchelton-BikeExchange  | + 6s                     |                          |
| 3.                       | Mark Donovan             | Team Wiggins             | + 17s                    |                          |
| 4.                       | Alejandro Osorio         | Colômbia U23             | + 1m11s                  |                          |
| 5.                       | Alessandro Covi          | Colpack                  | + 5m42s                  |                          |

## Evolução das classificações
| Etapa                 | Vencedor              | Classificação geral Maglia Rosa | Classificação da montanha Maglia Verde | Classificação por pontos Maglia Rossa | Classificação dos sprints intermediários Maglia Blu | Classificação dos jovens (Sub-21) Maglia Bianca | Classificação por equipas |
| --------------------- | --------------------- | ------------------------------- | -------------------------------------- | ------------------------------------- | --------------------------------------------------- | ----------------------------------------------- | ------------------------- |
| Prólogo               | Edoardo Affini        | Edoardo Affini                  | William Barta                          | Matteo Sobrero                        | Alex Colmam                                         | Jasper Philipsen                                | Hagens Berman Axeon       |
| 1.ª                   | Giovanni Lonardi      | Jasper Philipsen                | Marco Landi                            | Giovanni Lonardi                      | Alex Colmam                                         | Jasper Philipsen                                | Hagens Berman Axeon       |
| 2.ª                   | Markus Wildauer       | Markus Wildauer                 | Edoardo Faresin                        | Matteo Moschetti                      | Alex Colmam                                         | Markus Wildauer                                 | Tirol                     |
| 3.ª                   | Jasper Philipsen      | Markus Wildauer                 | Edoardo Faresin                        | Matteo Moschetti                      | Alex Colmam                                         | Markus Wildauer                                 | Tirol                     |
| 4.ª                   | Alejandro Osorio      | Alejandro Osorio                | Edoardo Faresin                        | Matteo Moschetti                      | Alex Colmam                                         | Alejandro Osorio                                | Colômbia U23              |
| 5.ª                   | Einer Loiro           | Stephen Williams                | Cristian Camilo Muñoz                  | Matteo Moschetti                      | Alex Colmam                                         | Alejandro Osorio                                | Colômbia U23              |
| 6.ª                   | Sean Bennett          | Alejandro Osorio                | Cristian Camilo Muñoz                  | Giovanni Lonardi                      | Alessandro Covi                                     | Alejandro Osorio                                | Colômbia U23              |
| 7.ª                   | Stephen Williams      | Mark Donovan                    | Edoardo Faresin                        | Giovanni Lonardi                      | Michele Corradini                                   | Mark Donovan                                    | Colômbia U23              |
| 8.ª                   | Cristian Camilo Muñoz | Alejandro Osorio                | Cristian Camilo Muñoz                  | Robert Stannard                       | Michele Corradini                                   | Alejandro Osorio                                | Colômbia U23              |
| 9.ª A                 | Alberto Dainese       | Aleksandr Vlasov                | Edoardo Faresin                        | Robert Stannard                       | Michele Corradini                                   | Mark Donovan                                    | Colômbia U23              |
| 9.ª B                 | Robert Stannard       | Aleksandr Vlasov                | Edoardo Faresin                        | Robert Stannard                       | Michele Corradini                                   | João Almeida                                    | Colômbia U23              |
| Classificações finais | Classificações finais | Aleksandr Vlasov                | Edoardo Faresin                        | Robert Stannard                       | Michele Corradini                                   | João Almeida                                    | Colômbia U23              |

## UCI Europe Tour (U23) Ranking
O Giro Ciclistico d'Itália outorga pontos para o UCI Europe Tour de 2018 e o UCI World Ranking, este último para corredores das equipas nas categorias UCI WorldTeam, Profissional Continental e Equipas Continentais. As seguintes tabelas mostram o barómetro de pontuação e os 10 corredores que obtiveram mais pontos:
| Posição             | 1.ª | 2.ª | 3.ª | 4.ª | 5.ª | 6.ª | 7.ª | 8.ª | 9.ª | 10.ª |
| Classificação geral | 30  | 25  | 20  | 15  | 10  | 5   | 3   | 1   | 1   | 1    |
| Por etapa           | 5   | 1   |     |     |     |     |     |     |     |      |
| Líder               | 1   |     |     |     |     |     |     |     |     |      |

| Classificação | Classificação         | Classificação           | Classificação | Classificação | Classificação | Classificação |
| Posição       | Ciclista              | Equipa                  | Geral         | Etapa         | Líder         | Total         |
| ------------- | --------------------- | ----------------------- | ------------- | ------------- | ------------- | ------------- |
| 1.º           | Aleksandr Vlasov      | Seleção da Rússia U23   | 30            | 1             | 1             | 32            |
| 2.º           | João Almeida          | Hagens Berman Axeon     | 25            | 1             | -             | 26            |
| 3.º           | Robert Stannard       | Mitchelton-BikeExchange | 20            | 6             | -             | 26            |
| 4.º           | Stephen Williams      | SEG Racing Academy      | 10            | 6             | 1             | 17            |
| 5.º           | Mark Donovan          | Wiggins                 | 15            | -             | 1             | 16            |
| 6.º           | Alejandro Osorio      | Seleção da Colômbia U23 | 5             | 5             | 3             | 13            |
| 7.º           | Cristian Camilo Muñoz | Seleção da Colômbia U23 | 3             | 5             | -             | 8             |
| 8.º           | Jasper Philipsen      | Hagens Berman Axeon     | -             | 6             | 1             | 7             |
| 9.º           | Markus Wildauer       | Tirol                   | -             | 5             | 2             | 7             |
| 10.º          | Edoardo Affini        | SEG Racing Academy      | -             | 5             | 1             | 6             |